# Skok w dal

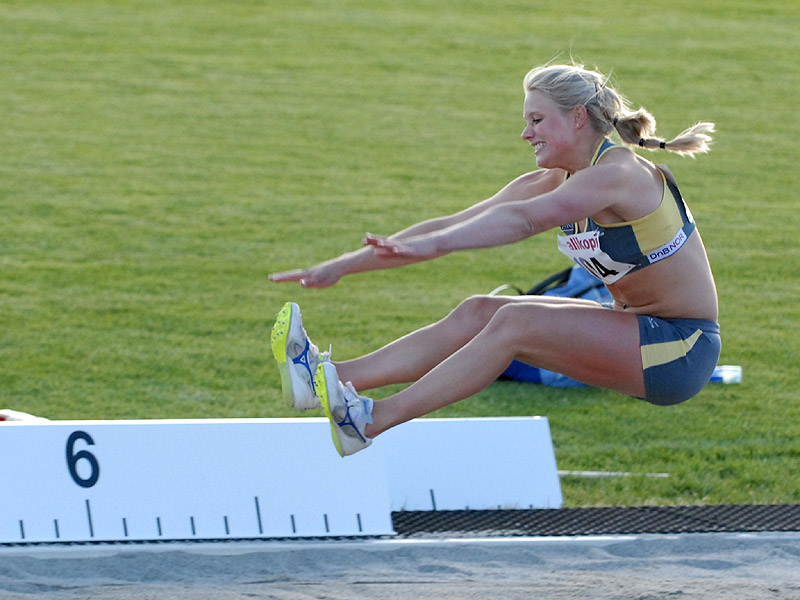
Skok w dal kobiet

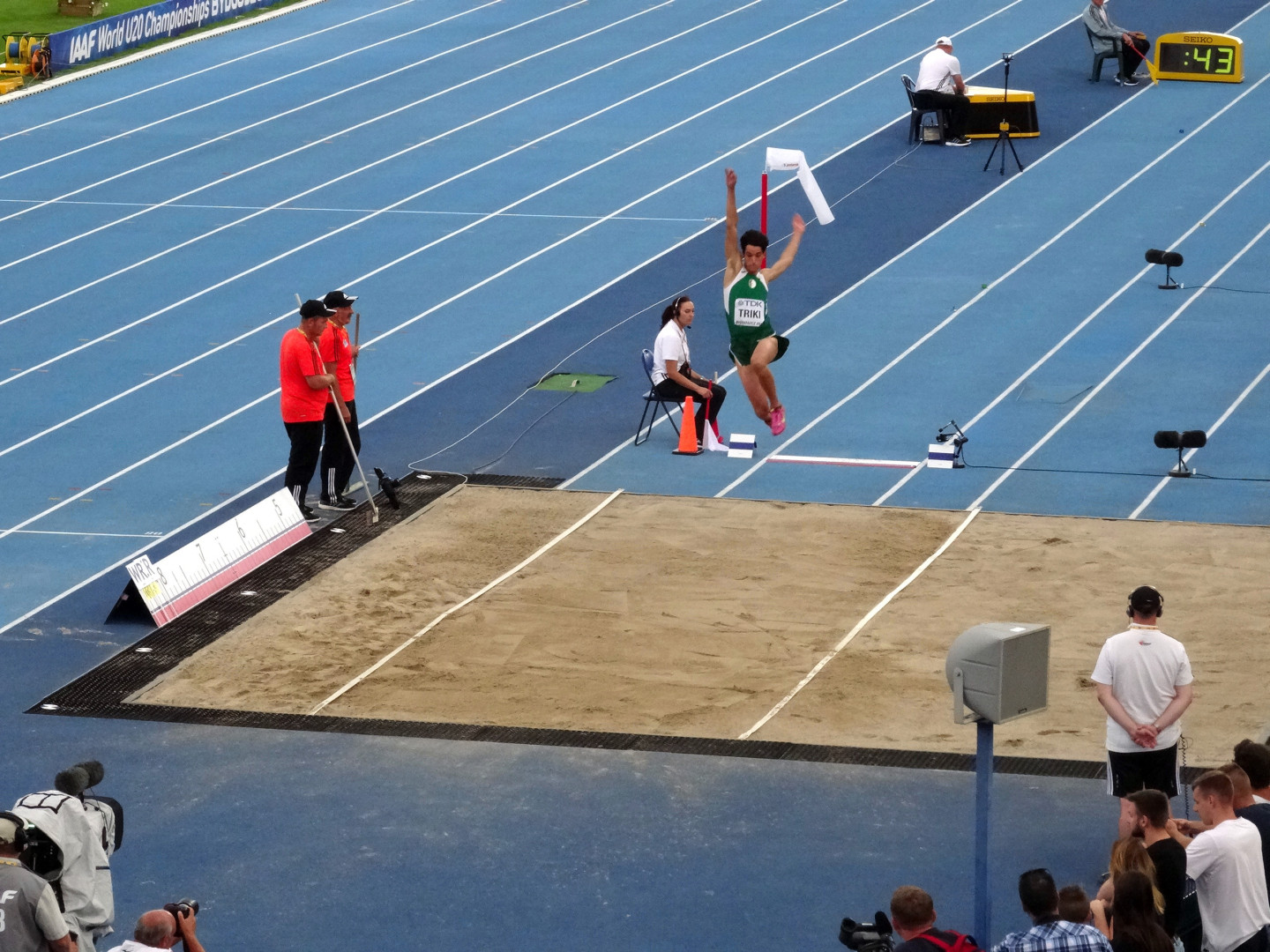
Skok w dal mężczyzn podczas Mistrzostw Świata Juniorów w Lekkoatletyce 2016 w Bydgoszczy

Skok w dal – konkurencja lekkoatletyczna, w której zawodnicy wykonują rozbieg, odbijają się z jednej nogi z belki i lądują na piaszczystej części skoczni. Na krawędzi belki znajduje się listwa z plasteliną. Jeśli zawodnik podczas odbicia dotknie butem plasteliny, skok jest nieważny (decyduje ślad na plastelinie). Wynik skoku jest mierzony od linii między plasteliną a belką do pierwszego (najbliższego belce) śladu pozostawionego na piasku pod kątem prostym. Aktualny rekord świata należy do Mike’a Powella 8,95 m, choć Iván Pedroso skoczył 8,96 m, lecz podczas zawodów wystąpiły wątpliwości do pomiaru siły wiatru, zatem tego rezultatu nie można było uznać za rekord świata.
Zwykle podczas zawodów (finałowych) wszyscy zawodnicy wykonują trzy próby, a najlepszych ośmiu jeszcze trzy skoki finałowe. O zwycięstwie decyduje najdłuższa odległość w konkursie. Jeżeli dwóch zawodników uzyska taką samą odległość o pozycji decyduje odległość drugiego najdłuższego skoku każdego z nich.

## Historia skoku w dal

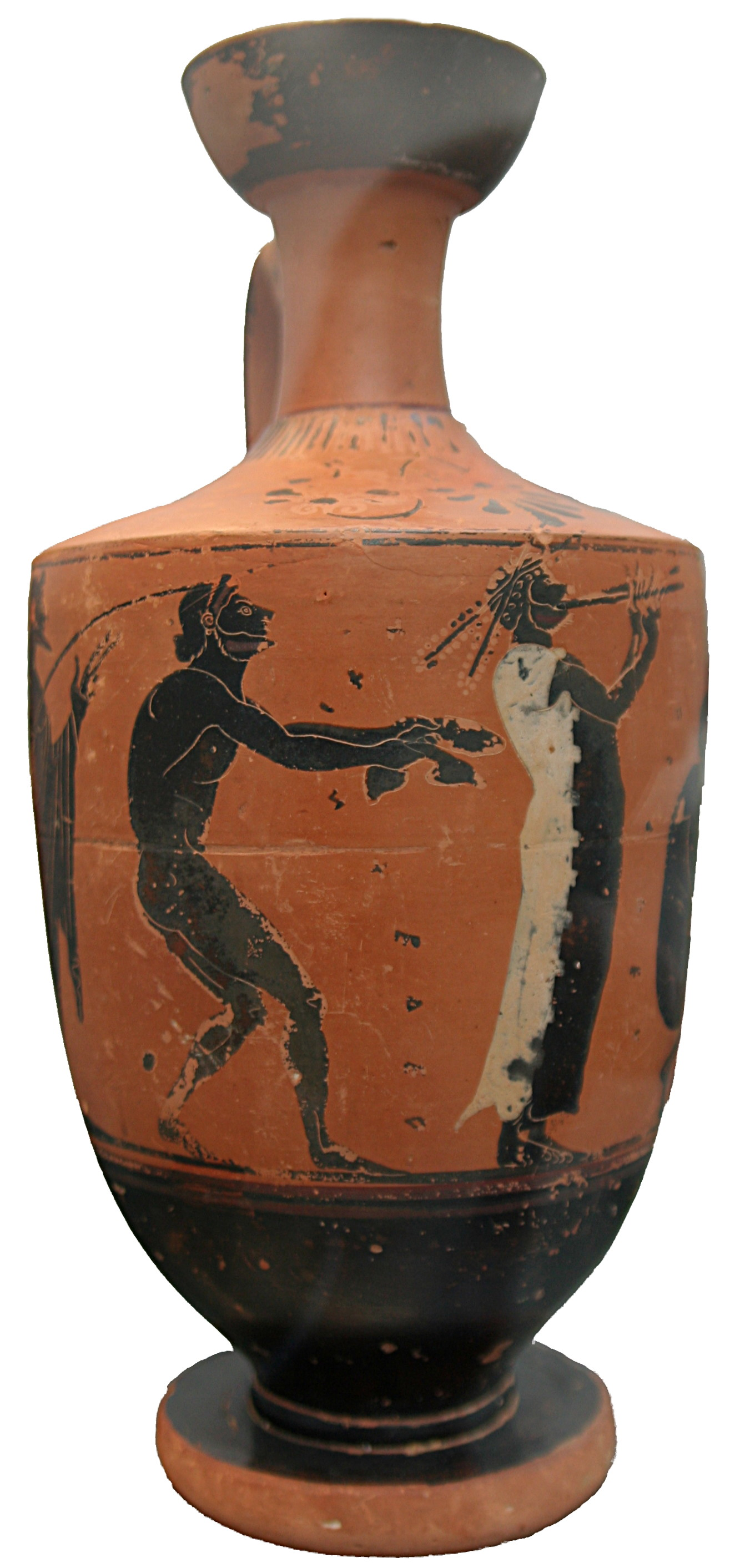
Skoczek z ciężarkami przedstawiony na antycznej wazie

Skok w dal uprawiany był już podczas starożytnych igrzysk olimpijskich, gdzie pojawił się w 708 p.n.e. jako druga konkurencja pentatlonu. Zawodnicy skakali z ciężarkami w obu rękach, by uzyskać lepsze wyniki. Rezultaty rywalizacji starożytnych Greków są imponujące, bo np. w 664 p.n.e. Chionis ze Sparty uzyskał 16,66 m. Prawdopodobnie wynik pomiaru obejmuje sumę z trzech prób.
W późniejszym okresie, w starożytnym Rzymie i średniowieczu, ćwiczenia ze skoku w dal wchodziła w skład szkolenia wojskowego. Zawody w skoku w dal były też rozgrywane podczas świąt i uroczystości. W XVIII wieku konkurencja ta była promowana przez twórców nowych systemów wychowania fizycznego. Od końca XIX wieku skok w dal pojawia się w programie lekkoatletycznych zawodów sportowych organizowanych wówczas w Wielkiej Brytanii. Zawodnicy ciągle jeszcze skakali z ciężarkami, uzyskując odległości 8–9 m. Skok w dal był jedną z ośmiu konkurencji, jakie rozgrywano podczas zawodów lekkoatletycznych między uniwersytetami w Oksfordzie i Cambridge, uznawanych za początek współczesnej lekkoatletyki.
Skok w dal rozgrywany jest na Igrzyskach Olimpijskich od 1896 dla mężczyzn i od 1948 dla kobiet, na mistrzostwach Europy: od 1934 dla mężczyzn i od 1938 dla kobiet. W programie mistrzostw Polski skok w dal pojawił się już w 1920 dla mężczyzn i 1922 dla kobiet. Do najlepszych polskich specjalistek tej konkurencji należały: Stanisława Walasiewicz, Elżbieta Krzesińska, Maria Kusion-Bibro, Irena Szewińska, Mirosława Sarna, Anna Włodarczyk, Agata Karczmarek, Jolanta Bartczak. W dorobku Polek są trzy medale olimpijskie, w tym złoto E. Krzesińskiej (Melbourne 1956), dwa tytuły mistrzyni Europy i kilka rekordów świata. Lista sukcesów wśród mężczyzn nie jest tak imponująca. Wyróżniali się: Edward Adamczyk, Zbigniew Iwański, Henryk Grabowski, Kazimierz Kropidłowski, Józef Szmidt, Andrzej Stalmach, Waldemar Stępień, Jan Kobuszewski, Stanisław Szudrowicz, Grzegorz Cybulski, Marek Chludziński, Stanisław Jaskułka, Andrzej Klimaszewski.

## Najlepsi zawodnicy wszech czasów
Poniższe tabele przedstawiają listy najlepszych skoczków w dal w historii (stan na 28 września 2019 r.)

### mężczyźni
- zobacz więcej na stronach World Athletics

### kobiety
- zobacz więcej na stronach World Athletics

## Rozwój rekordu świata w skoku w dal

### mężczyźni
A tak wyglądałaby tabela rekordów świata, gdyby Bob Beamon nie pobił rekordu świata w Meksyku:

## Rekordziści w hali

### mężczyźni
źródło: World Athletics

## Liderzy list światowych w skoku w dal
(Stadion: stan na 12 czerwca 2024 r.)

### kobiety
źródło: World Athletics

## Liderzy list światowych w skoku w dal w hali
(Stan na 8 marca 2024 r.)

### kobiety
źródło: World Athletics

### mężczyźni
źródło: World Athletics

## Polscy finaliści olimpijscy (1-8)

### mężczyźni
- 5. Stanisław Jaskułka 8,13 1980
- 6. Kazimierz Kropidłowski 7,30 1956
- 8. Andrzej Stalmach 7,26 1964
- 8. Andrzej Stalmach 7,94 1968

### kobiety
- 1. Elżbieta Krzesińska 6,35 1956
- 2. Elżbieta Krzesińska 6,27 1960
- 2. Irena Kirszenstein 6,60 1964
- 4. Anna Włodarczyk 6,95 1980
- 5. Mirosława Sarna 6,47 1968
- 6. Agata Karczmarek 6,90 1996
- 7. Agata Karczmarek 6,60 1988

## Polscy finaliści mistrzostw świata (1-8)

### kobiety
- 7. Agata Karczmarek 6.71 1995
- 8. Agata Karczmarek 6.57 1993

## Polacy w dziesiątkach światowych tabel rocznych
| Kobiety | Mężczyźni |
| --- | --- |
| - 1929 – 8. Stanisława Walasiewicz, 5,50 - 1930 – 3. Stanisława Walasiewicz, 5,72 - 1931 – 3. Stanisława Walasiewicz, 5,72 - 1932 – 2. Stanisława Walasiewicz, 5,70 - 1933 – 1. Stanisława Walasiewicz, 5,84 - 1934 – 6. Stanisława Walasiewicz, 5,77 - 1935 – 2. Stanisława Walasiewicz, 5,84 - 1936 – 3. Stanisława Walasiewicz, 5,71 - 1937 – 1. Stanisława Walasiewicz, 6,09 - 1938 – 2. Stanisława Walasiewicz, 6,05 - 1939 – 3. Stanisława Walasiewicz, 5,89 - 1941 – 6. Stanisława Walasiewicz, 5,65 - 1943 – 3. Stanisława Walasiewicz, 5,81 - 1945 – 4. Stanisława Walasiewicz, 5,56 - 1954 – 3. Elżbieta Duńska, 6,12 - 1954 – 5. Maria Kusion, 6,00 - 1955 – 5-6. Elżbieta Krzesińska, 6,05 - 1956 – 1. Elżbieta Krzesińska, 6,35 - 1957 – 2. Elżbieta Krzesińska, 6,27 - 1959 – 8. Maria Bibro, 6,18 - 1960 – 4. Elżbieta Krzesińska, 6,32 - 1960 – 7-9. Maria Bibro, 6,25 - 1961 – 4. Maria Bibro, 6,38 - 1962 – 4-5. Elżbieta Krzesińska, 6,30 - 1962 – 8. Teresa Ciepły, 6,22 - 1964 – 3. Irena Kirszenstein, 6,60 - 1965 – 2. Irena Kirszenstein, 6,54 - 1966 – 3. Irena Kirszenstein, 6,55 - 1967 – 2. Irena Kirszenstein, 6,62 - 1968 – 3. Irena Szewińska, 6,67 - 1969 – 3. Irena Szewińska, 6,56 - 1969 – 4-5. Mirosława Sarna, 6,49 - 1971 – 6. Irena Szewińska, 6,62 - 1972 – 10. Irena Szewińska, 6,53 - 1975 – 10. Maria Długosielska, 6,62 - 1979 – 6. Teresa Marciniak, 6,65 - 1980 – 5. Anna Włodarczyk, 6,95 - 1981 – 6. Anna Włodarczyk, 6,88 - 1994 – 10-11. Agata Karczmarek, 6,89 - 1997 – 7. Agata Karczmarek, 6,95 | - 1952 – 10. Henryk Grabowski, 7,51 - 1957 – 2. Henryk Grabowski, 7,80 - 1958 – 6-7. Henryk Grabowski, 7,81 - 1958 – 10-11. Kazimierz Kropidłowski, 7,69 - 1959 – 5-6. Kazimierz Kropidłowski, 7,82 - 1960 – 10. Kazimierz Kropidłowski, 7,81 - 1968 – 7. Andrzej Stalmach, 8,11 - 1969 – 2. Waldemar Stępień, 8,21 - 1970 – 10-12. Stanisław Szudrowicz, 7,96 - 1970 – 10-12. Grzegorz Cybulski, 7,96 - 1971 – 7. Jan Kobuszewski, 8,12 - 1972 – 9-10. Grzegorz Cybulski, 8,07 - 1973 – 8-10. Jerzy Miedziałek, 8,03 - 1974 – 7. Grzegorz Cybulski, 8,15 - 1975 – 3. Grzegorz Cybulski, 8,27 - 1976 – 10-11. Grzegorz Cybulski, 8,09 - 1978 – 8. Grzegorz Cybulski, 8,11 - 1980 – 5. Andrzej Klimaszewski, 8,20 - 1980 – 9-13 Stanisław Jaskułka, 8,13 - 1981 – 10-15. Stanisław Jaskułka, 8,11 - 2001 – 7. Grzegorz Marciniszyn, 8,28 |

## Polacy w rankinguTrack & Field News
| Kobiety | Mężczyźni |
| --- | --- |
| - 1956: 1. Elżbieta Duńska-Krzesińska - 1957: 2. Elżbieta Krzesińska - 1959: 6. Elżbieta Krzesińska - 1959: 8. Maria Bibro - 1960: 2. Elżbieta Krzesińska - 1961: 7. Maria Bibro - 1962: 2. Elżbieta Krzesińska - 1963: 7. Elżbieta Krzesińska - 1964: 2. Irena Kirszenstein - 1965: 2. Irena Kirszenstein - 1966: 1. Irena Kirszenstein - 1967: 1. Irena Kirszenstein - 1968: 6. Irena Kirszenstein - 1968: 10. Mirosława Sarna - 1969: 1. Irena Kirszenstein-Szewińska - 1969: 3. Mirosława Sarna - 1970: 7. Mirosława Sarna - 1971: 5. Irena Szewińska - 1972: 9. Irena Szewińska - 1980: 4. Anna Włodarczyk - 1981: 9. Anna Włodarczyk - 1982: 10. Anna Włodarczyk - 1984: 10. Anna Włodarczyk - 1994: 7. Agata Karczmarek - 1996: 9. Agata Karczmarek - 1997: 10. Agata Karczmarek | - 1949: 10. Edward Adamczyk - 1955: 9. Henryk Grabowski - 1956: 7. Henryk Grabowski - 1957: 4. Henryk Grabowski - 1958: 4. Henryk Grabowski - 1958: 5. Kazimierz Kropidłowski - 1959: 7. Kazimierz Kropidłowski - 1961: 9. Józef Szmidt - 1963: 9. Józef Szmidt - 1971: 9. Stanisław Szudrowicz - 1971: 10. Jan Kobuszewski - 1974: 5. Grzegorz Cybulski - 1975: 1. Grzegorz Cybulski - 1976: 9. Grzegorz Cybulski - 1978: 7. Grzegorz Cybulski - 1980: 8. Andrzej Klimaszewski - 1980: 9. Stanisław Jaskułka |